# Kerzac
Selo Kerzac je opština u okrugu Bern-Miteland u kantonu Bern u Švajcarskoj. To je jedano od nekoliko naselja kod grada Bern.

## Geografija
Kerzac se nalazi na 570 metara nadmorske visine, 4,5 km jugoistočno od glavnog grada u kantonu Bern. Bivše selo Haufendorf je locirano na ravnoj površini na donjoj istočnoj padini Gurten i na severnom obodu planine na nivou Belpmus, koji pripada široj Ari (Aare).
Veliki deo područja opštine (4,4 km²) obuhvata deo donje Are između Berna i Tun. Severna granica prolazi kroz Are, koja teče u Gurbe. Odavde se opština pruža ka jugu do platoa Selhofen, nagiba Kersac i u ravan Belpmusa. Zapadni deo sela je u Gurten dolini. Ona je locirana između numera i planinskih pojaseva, koji se otvaraju u dolinu Are. Gurtentalhen se nalazi na 775 metara nadmorske visine, što je najviša tačka Kerzaka. 

## Stanovništvo
| Godina | Stanovništvo |
| ------ | ------------ |
| 1850   | 466          |
| 1900   | 568          |
| 1930   | 724          |
| 1950   | 971          |
| 1960   | 1195         |
| 1970   | 2773         |
| 1980   | 3658         |
| 1990   | 3795         |
| 2000   | 3710         |
| 2008   | 4025         |

Sa 4025 stanovnika Kerzac je jedna od opština srednje veličine u kantonu Bern. Stanovnici govore 86,9% nemački, 2,0% francuski 1,9% italijanski. Broj stanovnika Kerzaca je u prvoj polovini 20. veka, sporo rastao. 

## Ekonomija
Kerzac je sve do sredine 20. veka bio uglavnom od poljoprivredno selo. Ovo je promenilo sa kasnijim brzim razvojem stambenih predgrađa Berna. U Kerzacu posluje više malih i srednjih preduzeća, mada nema industrije. Danas, Kerzac ima oko 900 radnih mesta. 8% stanovništva je zaposleno u primarnom sektoru, te poljoprivreda (uglavnom zemljoradnja, proizvodnja mlečnih proizvoda i stoke) još uvek ima određenu ulogu u ekonomskoj strukturi stanovništva. Oko 21% radne snage je u industrijskom sektoru, dok sektor usluga obuhvata 71% radne snage.
U Kerzacu danas posluje više trgovinskih i uslužnih preduzeća, kompanija iz oblasti građevinarstva, informatike, radija i televizije, fabrika dušeka, mehaničke radionice i kompanija koja proizvodi Bernski orgeli. U Kersacu postoji srednja škola od 1969. god. U poslednjih nekoliko decenija u selu se razvila stambena zajednica. Na istočnoj padini je izgrađen Gurtentalchen, a na severnoj padini planine Selhofen.

## Saobraćaj
Selo ima dobar saobraćajni pristup. Ono leži na magistralnom putu iz Berna do Belpa, ali je u rasponu lokalne obilaznice, tako da centar sela nije opterećen saobraćajem. Najbliže pristupnice auto-puta (A6, A1 i A12) su udaljene oko 6 km od centra grada.
14. avgusta 1901 uveden je Gurbetalbahn (sada S3 Linija između Bil-Bern-Kersac-Tun) iz Berna do Burgistajna (sada otvorena do Tuna) sa stanicom Kerzac. Kasnije se stanica Kerzac-Sever (Kehrsatz-Nord) otvorila. Tokom 2004, linija je proširena do dvostrukog koloseka, i dve stanice su izgrađene. Javni prevoz obuhvata i autobusku liniju, koja operiše putem od Vaberna preko Kerzaca do Nidermulerna. Pored toga, četvrtkom, petkom, subotom i nedeljom radi Munlajner M5 dovozi u ranim jutarnjim satima mlade ljude iz diskoteke kući.